# Praefectus gentis
Der Praefectus gentis oder Stammespräfekt war seit der frühen römischen Kaiserzeit der Inhaber eines höheren Verwaltungsamts, dessen Aufgabe die Kontrolle der nomadisierenden Berberstämme in Nordafrika (bezeugt in Numidia und Africa proconsularis) war, welche nicht von größeren dauerhaften Siedlungen (civitas) aus verwaltet werden konnten. Dieses Amt kam offenbar nur in Nordafrika vor; es ist in der frühen Kaiserzeit – etwa vom 1. bis zum 3. Jahrhundert – zehn Mal epigraphisch, in der Spätantike bis zum 6. Jahrhundert auch literarisch dokumentiert. Unklarheit herrscht hinsichtlich der Besetzung und Ausgestaltung der Funktion.

## Ausgestaltung des Amtes und Rekrutierung
Cesare Letta und Philippe Leveau setzen den praefectus gentis mit dem z. B. in der römischen Provinz Illyrien bezeugten Praefectus civitatis gleich. Leveau nimmt zudem an, dass das Amt in der frühen Kaiserzeit durch Militärs, mit zunehmender Befriedung der Region in der Spätantike jedoch durch Zivilisten besetzt wurde, die aus den zu kontrollierenden Stämmen selbst rekrutiert wurden.
Alexander Weiß kritisierte diese Annahmen ebenso wie die These Marcel Bénabous, wonach der praefectus gentis mit zunehmender Kolonialisierung die Stammesspitze dieser Stämme ersetzt und – zugleich in ziviler und militärischer Funktion – deren Verpflichtungen gegenüber dem Römischen Staat überwacht habe. Yves Modéran spricht in diesem Zusammenhang sogar von einem ernannten princeps gentis („Stammesfürsten“) als Symbol einer trotz Kolonisierung fortbestehenden tribalistischen Legitimation.
Demgegenüber begründet Weiß den in Afrika abweichenden Titel mit den Besonderheiten der Kontrolle von nomadisierenden Stämmen, die anders als die z. B. im eroberten Illyrien lebenden Völker nicht von festen Siedlungen aus kontrolliert und allmählich in die römische Verwaltung integriert werden konnten. Er weist die These von der militärischen Funktion des praefectus gentis zurück und zeigt, dass es sich typischerweise um eine mittlere Karrierestufe der römischen Ritterschaft nach vorhergehender Militärlaufbahn und auf dem Wege zur Reichsverwaltung gehandelt habe. Hinweise für eine Rekrutierung von einheimischen Präfekten vermag er nicht zu erkennen, für die romanisierten lokalen Oberschichten zur Zeit der Spätantike aber auch nicht auszuschließen.